# Halogenuro de sulfonilo
Los halogenuros de sulfonilo suceden cuando un grupo funcional sulfonilo está unido por un enlace simple a un átomo de halógeno. Tienen la fórmula general R-SO2-X, donde X es un halógeno.

## Fluoruros de sulfonilo
Los fluoruros de sulfonilo tienen la fórmula general R-SO2-F y pueden ser importantes precursores sintéticos de halogenuros de sulfonilo. Por ejemplo, la mayor parte, si no todo, los derivados de perfluorooctansulfonilo sintetizados industrialmente, como el PFOS, tienen al fluoruro de sulfonilo como su precursor.

## Cloruros de sulfonilo

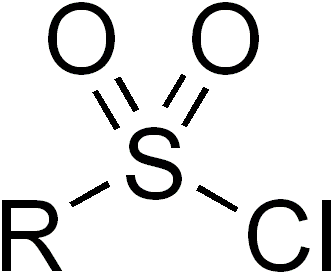
Estructura general de un cloruro de ácido sulfónico.

Los cloruros de ácido sulfónico, o cloruros de sulfonilo, son halogenuros de sulfonilo con la fórmula general R-SO2-Cl. Estos compustos reaccionan rápidamente con nucleófilos como los alcoholes y aminas (ver reacción de Hinsberg). Si el nucleófilo es un alcohol, el producto es un éster sulfónico; si es una amina, el producto es una sulfonamida. Algunos cloruros de ácido sulfónico importantes son el cloruro de tosilo, cloruro de brosilo, cloruro de nosilo, y cloruro de mesilo. Un procedimiento sintético para preparar cloruros de ácido sulfónico es la reacción de Reed. Los cloruros de sulfonilo son muy susceptibles a la hidrólisis. Un baño de hielo/agua puede ser usado para disminuir este efecto.